# والمر
والمر نام بندری در کشور انگلستان است که در منطقه داوِر، واقع در کنت قرار دارد. بندر والمر در ۶مایلی(۱۰ کیلومتری) شمال شرق شهرستان داور واقع است. ساحل زیبای این شهر و قلعه تاریخی، آن گردشگران زیادی را به این منطقه جذب می‌کند. جمعیت والمر در سال ۲۰۰۱، ۶۶۹۳ نفر بوده‌است. والمر دارای خط راه‌آهن نیز می‌باشد که بر روی خط ساحلی کنت قرار دارد.

## تاریخچه

### ژولیوس سزار
به گفته مردم، ژولیوس سزار در سال‌های ۵۴ و ۵۵ قبل از میلاد، به ساحل والمر وارد شده‌است. این مکان تنها محل ممکن برای ورود ژولیوس سزار به این منطقه بوده‌است و بنا بر مسافت‌هایی که ژولیوس سزار در گزارش خود از پیاده‌شدن در مناطق مختلف در جریان جنگ‌های گالی آورده‌است، احتمال ورود او به این منطقه بیشتر می‌باشد. در قرن نوزدهم میلادی، گمان‌زده‌شد که سزار به قلعه شهر دیل در مجاورت والمر رفته‌است؛ و دلیل این گمان هم وجود خانه‌ای در شهر دیل بود که عبارت SPQR(نشان دولت روم) بر سردر آن نوشته‌شده‌بود. اما اکنون معلوم شده‌است که محل ورود ژولیوس سزار، در فاصلهٔ نیم مایلی جنوب این مکان قرار دارد که این محل به‌وسیلهٔ یک بنای یادبود بتنی، نشان‌داده‌شده‌است.

### قرون وسطا
در قرون وسطا، والمر به عنوان زیرمجموعه‌ای از بندر ساندویچ در کنت، عضو اتحادیه بنادر پنجگانه در انگلستان بود.

### قلعهٔ والمر
قلعهٔ تاریخی شهر والمر و باغ‌های زیبای آن، از جذب‌کنندگان عمدهٔ گردشگر هستند. این قلعه، محل اقامت رسمی لرد واردن‌های بنادر پنجگانه در قرن ۱۸ میلادی بوده‌است و اکنون نیز جزو میراث فرهنگی کشور انگلستان است. لرد واردن‌های معروف عبارت‌اند از: ملکه ایزابت مادر، وینستون چرچیل، ویلیام پیت جوان‌تر(که برادرزاده یا خواهرزاده‌اش، بانو هستر استنهوپ، نخستین بار باغ‌های قلعه را ایجاد کرد.) و آرتور ولزلی، اولین دوک ولینگتون(مشهور به‌خاطر کسب پیروزی در نبرد واترلو). لازم‌به‌ذکر است که ولینگتون، ۲۳ سال در این قلعه زندگی کرد.
قلعه والمر در سال ۱۵۴۰ میلادی، به دستور هنری هشتم، به عنوان یکی از سه قلعه‌ای که در این ناحیه از ساحل کنت بنا شدند، ساخته‌شد. دو قلعهٔ دیگر، در نزدیکی شهر دیل، یکی در سمت شمال و دیگری در سمت جنوب آن، ساخته‌شدند. قلعهٔ سمت جنوب دیل هنوز باقی‌مانده‌است وقلعه دیگر که در شمال دیل قرارداشت، بر اثر فرسایش ساحلی از میان رفته‌است.

### فرودگاه والمر
چمنزارهای مسطح کنارهٔ جنوبی والمر، در طی جنگ جهانی اول، به عنوان فرودگاه هواپیماهای انگلیسی مورد استفاده قرار می‌گرفتند.

### آبجوسازی والمر
گفته می‌شود که در بخش‌هایی از والمر، از زمان تودورها یا حتی پیش‌تر، آبجو تولید می‌شده‌است. در سال ۱۸۱۶، یک آبجوسازی کوچک در جادهٔ داور، در جنوب دهکدهٔ قدیمی والمر توسط ادموند تامپسون تأسیس گشت که آن را با عنوان "تامپسون و پسران" اداره می‌نمود. در سال ۱۸۶۷، جان متیوس آن را خرید و به طور گسترده توسعه‌داد؛ اما نام "آبجوسازی تامپسون" را همچنان باقی‌گذاشت.
در دههٔ ۱۹۵۰ میلادی، این آبجوسازی بخشی از شرکت چرینگتون شد و نقش آن در بسته‌بندی و توزیع آبجو کمرنگ‌تر گردید. این آبجوسازی در سال ۱۹۷۲ بسته شد و ساختمان آن نیز در سال ۱۹۷۸ تخریب گشت و در محل آن، خانه ساخته‌شد.

## کلیساها
- کلیسای سنت ماری قدیمی
- کلیسای سنت ماری
- کلیسای ساویور

## افراد مهم در والمر

### تولد در والمر
- دارنفورد یتس
- جان هاسال

### مرگ در والمر
- آرتور ولزلی، اولین دوک ولینگتون
- جوزف لیستر